# Badminton bei den Thailändischen Nationalspielen
Badminton wird bei den Thailändischen Nationalspielen seit der inauguralen Veranstaltung im Jahr 1967 gespielt. Es werden mindestens fünf Einzelwettbewerbe ausgetragen. Zwei Teamkonkurrenzen getrennt für Männer und Frauen ergänzen in vielen Fällen die Einzelwettbewerbe.

## Die Sieger
| Jahr | Herreneinzel       | Dameneinzel            | Herrendoppel                                     | Damendoppel                                | Mixed                                          |
| ---- | ------------------ | ---------------------- | ------------------------------------------------ | ------------------------------------------ | ---------------------------------------------- |
| 2012 | Pisit Poodchalat   | Panjarat Pransopon     | Jakrapan Thanathiratham Jakrapong Thanathiratham | Thidarat Kleebyeesoon Kewalin Akarakulchai | Siriwat Matayanumati Artima Serithammarak      |
| 2013 | Peeranat Boontun   | Thamolwan Poopradubsil | Tinn Isriyanet Boonyakorn Thumpanichwong         | Lerthiran Prangnuch Panjarat Pransopon     | Thitipong Lapho Peeraya Munkitamorn            |
| 2017 | Pannawit Thongnuam | Ornicha Siriwadhanakul | Chaloempon Charoenkitamorn Sutichon Polgul       | Ruethaichanok Laisuan Alisa Sapniti        | Worrapol Thongsa-Nga Thanyasuda Wongya         |
| 2018 | Mek Narongrit      | Supanida Katethong     | Boonyakorn Thumpanichwong Samatcha Tovannakasem  | Jhenicha Sudjaipraparat Kittipak Dubthuk   | Parinyawat Thongnuam Kittipak Dubthuk          |
| 2022 | Woraphop Chuenkha  | Ornicha Siriwadhanakul | Weeraphat Phakjarung Mek Narongrit               | Pichamon Phatcharaphisutsin Aditya Powanon | Panitchaphon Teeraratsakul Suphapich Silprakob |